# Abdullah Abdullah
Abdullah Abdullah (persisk/pashto: عبدالله عبدالله), (født 5. september 1960) er en afghansk politiker og øjenlæge. Han arbejdede sammen med Ahmad Shah Massoud, den myrdede leder af Den Nordlige Alliance.
Efter Talibanstyrets fald var han udenrigsminister i Afghanistan fra 2001 til 2005.
Abdullah stillede op til præsidentvalget i 2009, hvor han med af 30,5 % af stemmerne blev placeret som nr. 2 efter den siddende præsident Hamid Karzai. 1. november 2009 trak han sig fra 2. valgrunde som skulle have været afholdt 6 dage senere, idet han beskyldte Karzai for omfattende valgsnyd.
Før parlamentsvalget i Afghanistan 2010 dannede Abdullah Koalitionen for Forandring og Håb i et forsøg på samle den demokratiske opposition mod præsident Karzai.
I 2011 blev koalitionen omdannet til Aghanistans Nationale Koalition.
Abdullah var igen kandidat til præsidentvalget i 2014, denne gang med Ashraf Ghani som hovedmodstander. I første valgrunde fik Abdullah 45 % af stemmerne mod 32 % til Ashraf Ghani. De to gik videre til anden valgrunde 14. juni. I juli kom den afghanske valgkommission med tal som viste sejr til Ghani, men Abdullah afviste dette resultat. Han mente at være udsat for storstilet valgsnyd idet valgkommisionen skulle favorisere Ghani. Efterfølgende blev der igangsat en omtælling overvåget af FN. Omtællingen var ikke færdig i august 2014 ikke færdig hvor Abdullah truede med at forlade optællingsprocessen. 21. september underskrev Abdullah Abdullah og Ashraf Ghani en aftale om en samlingsregering. Aftalen gjorde Ghani til præsident og gav Abdullah en nyoprettet post kaldet administrerende direktør som er sammenlignet med en statsminister.
Kort efter aftalens indgåelse erklærede Afghanistans valgkommission Ashraf Ghani som vinder af præsidentvalget, men uden at offentlige stemmetal.